# Killarmy
Killarmy – amerykańska grupa hip-hopowa, znana głównie ze swoich powiązań z zespołem muzycznym Wu-Tang Clan.
Początkowo do formacji należeli raperzy z Nowego Jorku 9th Prince, Islord, Dom Pachino, Killa Sin oraz producent, 4th Disciple. W 1996 skład Killarmy powiększył się o dwóch przedstawicieli stanu Ohio – Beretta 9 i ShoGun Assasson.

## Dyskografia
Opracowano na podstawie źródła.
- Silent Weapons for Quiet Wars (1997)
- Dirty Weaponry (1998)
- Fear, Love & War (2001)
- Full Metal Jackets (2020)